# 12014 Bobhawkes
12014 Bobhawkes (1996 VX15) là một tiểu hành tinh vành đai chính được phát hiện ngày 5 tháng 11 năm 1996, bởi Spacewatch ở Kitt Peak. It is named in honour of Dr. Robert Hawkes of Mount Allison University in Sackville, NB, Canada.